# Vox Luminis
Vox Luminis est un ensemble vocal puis musical belge fondé en 2004 par le chanteur lyrique basse Lionel Meunier qui en assure la direction depuis. Il est spécialiste du répertoire baroque des XVIIe et XVIIIe siècles.

## Historique
Le groupe musical voit le jour en 2004 lorsque Lionel Meunier, son fondateur, décroche sa licence en musique, lors d'un concert donné à Namur la même année. Beaucoup des solistes y sont alors issus du Conservatoire Royal de musique de La Haye. L'ensemble se fixe dans la ville de Namur en 2009 et enregistre son troisième disque, consacré à Heinrich Schutz, en 2014, ce qui fera décoller le groupe et obtient le prix Choc de Classica. 
À partir de 2014, l'ensemble se dote de son propre orchestre afin d'ouvrir le champ de son répertoire pour ne plus se contenter de l'accompagnement musical disponible. L'orchestre est dirigé par le violoniste finlandais Tuomo Suni en tant que premier violon.
L'ensemble participe plusieurs années de suite à l’Académie Bach d’Arques-la-Bataille. Il y chante la Messe en si mineur de Jean-Sébastien Bach en 2017.
Au cours de sa carrière, l'ensemble collabore régulièrement avec d'autres ensembles baroques tels que le belge A Nocte Temporis de Reinoud van Mechelen. On le retrouve également avec l'ensemble Achéron, notamment dans un concert en 2018 à l'Arsenal de Metz portant sur les compositeurs baroques Heinrich Schütz, Johann Caspar Kerll, Dietrich Buxtehude et Agostino Steffani.
L'ensemble fait partie des artistes suivis par Outhere Music, et enregistre ainsi régulièrement des disques pour les labels Ricercar ou Alpha Classics.
Depuis la saison 2017/2018, l'ensemble est en résidence pour cinq années au Concertgebouw de Bruges qui y propose trois projets chaque année.

## Répertoire

### Style
Spécialiste du répertoire baroque, Vox Luminis joue en particulier des ouvrages anglais, italiens et allemands, chez des compositeurs tels que Jean-Sébastien Bach, Georg Friedrich Haendel ou Henry Purcell, notamment.

## Récompenses
L'ensemble remporte les Gramophone Awards en 2012 pour l'enregistrement de l'année puis un autre en 2019 dans la catégorie « Choral » pour l'album  en collaboration avec l'Ensemble Masques d'Olivier Fortin, Buxtehude: Abendmusiken paru chez Alpha.
Vox Luminis remporte un Diapason d'Or en 2011 pour l'enregistrement les Funérailles musicales puis un autre en 2018 (Diapason, 06/2017).
En 2018, l'ensemble reçoit le BBC Music Magazine Award dans la catégorie « Choral Award » pour Luther et la musique de la Réforme. La radio belge Klara le déclare la même année « Ensemble de l'année »,.

## Quelques concerts
En 2019, Vox Luminis chante dans la Basilique Sainte Marie Madeleine de Vézelay pour les vingtième Rencontres Musicales de la ville, des ouvrages de Georg Friedrich Haendel. Il s'agit des deux motets Dixit Dominus et Nisi Dominus de 1707, ainsi que l'Ode à Sainte Cécile datant de 1739.  
La même année, Vox Luminis présente quatre cantates de Jean-Sébastien Bach dans la Chapelle de la Trinité à Lyon : Gottes Zeit ist die allerbeste, Aus der Tiefen rufe ich, Herr, zu dir, Nach dir, Herr, verlanget mich et Weinen, Klagen, Sorgen, Zagen. L'ensemble joue également l'oratorio de Jean-Sébastien Bach la Passion selon Saint Jean avec l'ensemble instrumentiste baroque Le Café Zimmerman en 2019 à l’église Saint-Roch de Paris. Les deux groupes rechantent la même œuvre en 2022 lors du Festival de Pâques d'Aix-en-Provence. 
En 2020, Vox Luminis chante Marc-Antoine Charpentier avec ses deux ouvrages, ici en version concert, la cantate Orphée descendant aux enfers et l'opéra inachevé La Descente d'Orphée aux enfers, en collaboration avec l'ensemble A Nocte Temporis.
En 2022, l'ensemble représente en concert l'opéra d'Henry Purcell King Arthur à la Chapelle de la Trinité de Lyon puis de nouveau le Magnificat et Messe en si mineur à Pontaumur.

## Enregistrements
- Domenico Scarlatti, Ricercar, 2008[h].
- Heinrich Schutz. Musicalische exequien, Ricercar, 2011[i].
- English Royal Funeral Music, Ricercar, 2013[j].
- Reinhard Keiser. Brockes-Passion, Ramée, 2014[k].
- Haendel, Bach. Dixit Dominus, Magnificat, Alpha, 2017[l].
- Buxtehude: Abendmusiken, Vox Luminis et l'Ensemble Masques, Alpha, 2018, 1 CD[m].
- Orphée aux enfers (H.488 & H.471) de Marc-Antoine Charpentier, avec A Nocte Temporis, Alpha, 2020[n].
- Furchtet euch Nicht. Basoons and Bombards, Music from the German Baroque, par Syntagma Amici avec Vox Luminis, Ricercar, 2020[o].
- Andreas Hammerschmidt. Ach Jesus Christ, avec l’Ensemble Clematis, Alpha, 2021[p].
- Biber. Requiem, avec le Freiburger Barockconsort, Alpha, 2021[q].

### Biographiques
1. 1 2  Matthieu Schwander, « Lionel Meunier (chef de l'ens Vox Luminis) », sur Radio Classique, 21 juin 2017 (consulté le 16 août 2022)
2. 1 2  « Vox Luminis », sur Namur.be (consulté le 16 août 2022)
3. ↑  Stéphane Reecht, « Vox Luminis en point d'orgue à l'Académie Bach », sur ResMusica, 1er septembre 2017 (consulté le 16 août 2022)
4. ↑  « Vox Luminis et l'Ensemble Masques primés par un Gramophone Award », sur Outhere Music (consulté le 16 août 2022)
5. ↑  « Viva Voce : excellence, originalité et humour », sur Ouest France, 1er juillet 2013
6. ↑  Jean-Luc Macia, « Bach, Kantaten, Vox Luminis, Lionel Meunier. Ricercar RIC401 », sur Classicalacarte (consulté le 16 août 2022)
7. ↑  « Ensemble Vox Luminis », sur OpenAgenda (consulté le 16 août 2022)
8. ↑  Jean-Baptiste de La Taille, « Ein feste Burg ist unser Gott : Vox Luminis explore la Réforme luthérienne », sur ResMusica, 22 juin 2017 (consulté le 16 août 2022)
9. ↑  Anne Rouhette, « Bach en majeur », sur Forum Opéra, 15 août 2022 (consulté le 16 août 2022)

### Concerts et discographie
1. ↑  Céline Wadoux, « Vox Luminis et L’Achéron à l’Arsenal de Metz : lumière, paix et joie », sur Ôlyrix, 17 mars 2018 (consulté le 16 août 2022)
2. ↑  Joël Heuillon, « Voix lumières à Vézelay », sur Ôlyrix, 24 août 2019 (consulté le 16 août 2022)
3. ↑  Emmanuel Deroeux, « Profondes et méditatives Cantates du jeune Bach par Vox Luminis », sur Ôlyrix, 14 février 2019 (consulté le 16 août 2022)
4. ↑  Romaric Hubert, « La Saint-Jean à Saint-Roch, une passion qui a du chien », sur Ôlyrix, 13 avril 2019 (consulté le 16 août 2022)
5. ↑  Rémi Clavier, « Passion selon Saint Jean à Aix avec Vox Luminis et Café Zimmermann », sur Ôlyrix, 18 avril 2022 (consulté le 16 août 2022)
6. ↑  Fanny Bousquet, « Orphée aux Enfers par Charpentier, Nocte Luminis Salle Gaveau », sur Ôlyrix, 1er février 2020 (consulté le 16 août 2022)
7. ↑  Beate Langenbruch, « Vox Luminis couronne King Arthur à la Chapelle de la Trinité à Lyon », sur Bachtrack, 21 mars 2022 (consulté le 16 août 2022)
8. ↑  Pascal Edeline, « Un peu de Scarlatti ne nuit jamais », sur ResMusica, 15 janvier 2008 (consulté le 16 août 2022)
9. ↑  Jean-Baptiste de La Taille, « Vox Luminis et Schütz, une réussite manifeste », sur ResMusica, 3 juin 2011 (consulté le 16 août 2022)
10. ↑  Jean-Baptiste de La Taille, « English Royal Funeral Music », sur ResMusica, 21 avril 2013 (consulté le 16 août 2022)
11. ↑  Jean-Luc Clairet, « La Brockes-Passion pionnière de Reinhard Keiser », sur ResMusica, 14 octobre 2014 (consulté le 16 août 2022)
12. ↑  Jean-Baptiste de La Taille, « Deux chefs-d’œuvre du répertoire baroque par Vox Luminis », sur ResMusica, 24 décembre 2017 (consulté le 16 août 2022)
13. ↑  Emmanuel Deroeux, « Tendres déclarations d’amour enregistrées par Vox Luminis », sur Ôlyrix, 22 juin 2018 (consulté le 16 août 2022)
14. ↑  Jean-Baptiste de La Taille, « Le mythe d’Orphée par Reinoud van Mechelen », sur ResMusica, 20 mai 2020 (consulté le 16 août 2022)
15. ↑  Cécile Glaenzer, « Bombardes et bassons en famille(s) par Syntagma Amici », sur ResMusica, 6 mai 2021 (consulté le 16 août 2022)
16. ↑  Cécile Glaenzer, « Andreas Hammerschmidt réhabilité par Vox Luminis », sur ResMusica, 18 mars 2021 (consulté le 16 août 2022)
17. ↑  Cécile Glaenzer, « Autour du Requiem de Biber par Vox Luminis », sur ResMusica, 24 avril 2021 (consulté le 16 août 2022)